# Eois scama
Eois scama là một loài bướm đêm trong họ Geometridae.